# Постмодернизм в музыке
Музыка постмодернизма может быть рассмотрена как музыка эпохи постмодерна или музыка, которая следует эстетическим и философским направлениям постмодернизма. Как музыкальный стиль, постмодерн включает характерные черты художественного постмодерна — это искусство после модернизма (см. Модернизм в музыке). Он характеризуется сочетанием различных музыкальных стилей и жанров. Характерно также самокопание и ироничность, желание стереть границы между «высоким искусством» и китчем, (Д. Олбрайт. Daniel Albright , 2004).
Относительно положения музыки в постмодернистской среде, то независимо от стиля или направления той или иной музыки, это положение характеризуется следующими чертами: если музыка эпохи модерна рассматривалась как способ выражения, то в эпоху постмодерна музыка скорее является зрелищем, продуктом массового потребления и индикатором групповой идентификации, например знаком, помогающим определить свою принадлежность к той или иной субкультуре.

## Влияние модернизма и философия постмодерна
В эпоху модернизма создание музыки рассматривалось как отражение внешнего мира, подобно тому, как фотограф фиксировал определённую реальность. Однако с изобретением магнитной плёнки в 1930-х годах появилась возможность рассматривать аудиозапись как конечный продукт музыкального творчества. В течение 1950-х годов музыка, в том числе популярная, представлялась как зафиксированное исполнение, даже если конечный результат был достигнут с помощью техники микширования.
Предтечу этого процесса можно найти десятилетием раньше. Начиная с конца 1940-х композиторы академического направления, в частности такие, как Эдгар Варез, Пьер Шеффер, Карлхайнц Штокхаузен и Джон Кейдж, создавали композиции, которые существовали исключительно в виде аудиозаписей, используя многоканальную запись, редактируя или варьируя скорость записи звуков, что означало создание музыки, которая не могла быть сыграна традиционными средствами, но могла существовать лишь как запись.
Подобная техника впоследствии пришла и в электронную музыку. Детально разработанные мультитрековые записи многих исполнителей стали очень далеки от того, что музыканты могут реально изобразить на сцене.
В эпоху модернизма популярная музыка рассматривалась как второстепенная по отношению к более «весомым» жанрам. Философия постмодерна, однако, поставила под сомнение правомерность и приемлемость распределения культуры на «высокую» и «низкую».
Третий виток постмодернистской музыки связан с фундаментальной сменой представлений о том, о чём должна быть музыка. С утверждением постмодернизма утверждалась идея, что музыка «сама по себе». Стилевые аллюзии и цитаты стали не только техническим приёмом, но сущностной стороной музыки, переросшей из возможности в потребность. В этом также виден отход от модерновой парадигмы, когда основными элементами музыкального искусства считались интонация, ритм и мотивы; постмодернизм считает основным предметом искусства медиапотоки, промышленные объекты и отдельные жанры. Иными словами, постмодерн сводит роль искусства к комментированию общества потребления и его продуктов, отказываясь от модерного стремления постичь «реальность» вселенной в его фундаментальных формах.

## Постмодернистские приёмы
Возможности аудиозаписи и дальнейшее микширование порождали многочисленные идеи включения в музыкальные произведения разнообразных искусственных звуков, шумов, семплов человеческого голоса. Отдельные новаторы, такие как Эдгар Варез, начали экспериментировать с возможностями новых электронных технологий, в частности с синтезаторами и звуковыми петлями. Джон Кейдж использовал магнитные ленты, радио и записи живых исполнителей для использования записанных семплов различными способами, что нашло воплощение в таких работах, как «Imaginary Landscape» и «Europera». В области популярной музыки указанные технологии широко использовали Abbey Road, Pink Floyd и представители музыкального стиля «даб», в частности Ли Перри. С появлением цифровых технологий, которые значительно облегчили работу с семплами, подобные приёмы стали распространёнными в хип-хопе и особенно в Bastard pop.

### Цитирование
Техника использования существующего материала нашла своё отражение и в традиционной инструментальной музыке. Цитирования как ссылки на уже существующие произведения встречались ещё у композиторов первой половины 20 века. Например, Рихард Штраус в своих симфонических поэмах и Чарльз Айвз в своих «звуковых путях» использовали цитаты произведений, написанных столетием раньше. Во второй половине 20 века таких примеров становится значительно больше. Например, в 15-й симфонии Д. Шостаковича содержится цитата из «Вильгельма Телля» Дж. Россини и «Кольца Нибелунгов» Р. Вагнера. Другим известным примером музыкального коллажа является третья часть Симфонии Л. Берио, в котором цитируется «Симфония воскресение» Густава Малера. Сам композитор, правда, отказывается от термина коллаж, мотивируя это тем, что ссылки не являются случайными, а знаковыми в концепции композиционного целого.

### Случайность
Характерным явлением в постмодернистской академической музыке стало уменьшение роли композитора в музыкальной композиции, которое выражается не только в использовании заимствованного музыкального материала, но и в использовании случайности как композиторской техники. Предпосылкой появления алеаторической музыки была додекафония Арнольда Шенберга, а позже — техника сериализма, используемая рядом композиторов, таких как П. Булез, К. Штокхаузен. Фактически уже в сериальной музыке роль композитора «вытесняется» ролью математических алгоритмов, на основе которых создаются сериалистические композиции.
Позже эти композиторы, особенно Джон Кейдж, отказываются от тотального детерминизма композитора и начинают алеаторическое направление, ставящее в основу музыкальной композиции случайность. В ряде произведений Дж. Кейдж полностью «отстраняет» себя от композиторского процесса. В известной пьесе 4′33″ пианист не издаёт ни звука, и сама композиция, по словам автора, содержит исключительно окружающий шум. Таким образом, в алеаторической музыке стираются границы между исполнителем и слушателем, или между музыкантами и окружающей средой, что является постмодернистской тенденцией.

### Интерес к экзотическим культурам
В то же время наблюдается всплеск интереса академистов к неевропейским традициям, музыке добарокковой эпохи и популярной музыке. Такое внимание ко всем музыкальным традициям является типичной постмодернистской чертой; деление на «высокое» и «низкое» искусство считается иллюзорным. Дьёрдь Лигети заинтересовался ритмическими структурами Pygmy song, которые позже повлияли на все его поздние композиции. Оливье Мессиан основательно изучал индийскую рагу и средневековую музыку, что отразилось на его произведениях. Тань Дунь, рождённый в Китае, в своём творчестве искал пути сочетания китайских и западных музыкальных традиций. Стив Райх изучал западно-африканскую барабанную технику, индонезийский гамелан, и еврейскую кантилляцию, его произведения иногда сравнивают с Перотином или рок-музыкой.
Если сравнить отношение композиторов модерновой и пост-модерновой эпохи к «экзотической», неевропейской музыкальной культуре, то можно увидеть существенно разный подход. Разница заключается в глубине проникновения. Например «Rondo alla Turca» В. А. Моцарта, возможно, испытало влияние турецкой музыки, однако это влияние весьма поверхностно и укладывается в чистую классическую форму. Постмодернизм продолжает линию, что в модернизме нашла воплощение в творчестве Белы Бартока, систематически и основательно изучавшего основные принципы «экзотической» музыки. В результате «экзотические» принципы настолько тонко проникают в почерк композитора, что невозможно даже представить происхождение тех или иных элементов, пока они не будут явно показаны. 

## Постмодернизм в различных музыкальных направлениях
В конце 1950-х — 1960-х берут начало ряд стилей, обусловленных ситуацией постмодернизма.

### Популярная музыка
В популярной музыке, джазе, ритм-н-блюзе и раннем рок-н-ролле инновации обязаны введением принципиально новых технологий записи. Создавая трехмерный звук, его производители уже не пытаются имитировать акустическое пространство концертного зала, голос вокалиста звучит на переднем плане, тогда как остальные голоса создают «стену» на заднем плане. С середины 1960-х годов такая техника стала стандартом большинства коммерческих радио. Включение техники студийного микширования, электроники и использование наложения звуковых дорожек становятся неотъемлемым атрибутом рок-музыки. Поп-музыка избегает выдающейся роли электрогитар, предпочитая синтезаторы, акустические инструменты и в целом более мягкое звучание ритм-секции.
В начале 1970-х, диджеи Нью-Йорка открыли новый путь в постмодернистской музыке. Они пробовали воспроизводить записи для танцплощадок, контролировать скорость воспроизведения записи и использовать микшерский пульт для применения реверберации и других звуковых эффектов. В то же самое время они говорили в микрофон поверх музыки, что подготовило появление хип-хопа.
Дальнейшая эволюция хип-хопа в 1990-х годах выделилась в течение тёрнтейблизма, когда музыка почти полностью делается из микширования виниловых записей. Среди самых известных диджеев-тёрнтейблистов — Q-Bert, Mixmaster Mike и J-Rocc and Babu из группы The Beat Junkies. Подобное происходило и в некоторой электронной музыке — в жанре «брейкбит-хардкор» и последующих (гр. The Prodigy и др).
Термин пост-рок стал применяться для групп, что использовали инструменты, связанные с рок-музыкой, а также ритм, мелодии, тембр и последовательность аккордов, которые не характерны для традиционного рока. Значительное количество групп пост-рокового движения развилось в последние годы XX века, в частности Mogwai, Tortoise, Explosions in the Sky и другие. Их мелодика, богатый инструментализм и сильная эмоциональная насыщенность стали характерной чертой пост-рока.

### Академическая музыка
В академической музыке одним из постмодернистских явлений можно считать минимализм. Минимализм частично был реакцией на элитарность и своего рода герметичность современной академической музыки (от Арнольда Шёнберга и Антона Веберна до Пьера Булеза и Джона Кейджа). Среди первых минималистов — ученик Шёнберга Ла Монти Янг, который использовал элементы сериализма в своих ранних минималистических произведениях, и Терри Райли, в произведениях которого ощущается влияние индийской и рок-музыки.
Некоторые опыты Джона Кейджа (в частности, «4′33″», экспериментальные пьесы, основанные на случайном подборе звуковых фрагментов, «Европеры») вплотную подходят «к границе искусства и неискусства», основаны на игровом переосмыслении сложившихся жанровых, формальных и содержательных стереотипов, проникнуты рефлексией над возможностями используемых жанров,
составлены из готовых музыкальных фрагментов или случайного внемузыкального материала (например, текущего эфира радиостанций).
Постмодернистский приём коллажа (пастиша) широко использует Лучано Берио, многие произведения которого (например, «Симфония», «Опера») представляют собой коллажи из классических произведений мировой музыки (от Монтеверди до Малера), а также разнородных текстовых фрагментов (от Беккета и Леви-Стросса до телефонных разговоров).
Постмодернистская игра с традиционными концертными формами реализуется в так называемом «инструментальном театре» Маурицио Кагеля), где музыканты могут передвигаться по сцене, свободно меняться нотами и совершать прочие действия, рассчитанные на визуальное восприятие.
Близкий к Берио и Кагелю пример в российской музыке — Первая симфония Альфреда Шнитке, в которой цитаты из классических и популярных музыкальных произведений оригинально и с юмором вплетаются в драматургию сочинения, смешиваются между собой, образуя сложный музыкальный симбиоз, а музыканты, согласно партитуре, регулярно перемещаются по сцене (впрочем, в большинстве других сочинений композитор всё же далёк от эстетики постмодернизма и более склонен к серьёзной этической и эстетической рефлексии с использованием сложившихся культурных символов).
Постмодернистская ситуация «конца культуры» варьируется в теоретических построениях и музыкальных произведениях Владимира Мартынова. Начиная с сочинения «Opus posth» (1984) Мартынов намеренно обыгрывает готовые стилистические стереотипы, всячески подчёркивая исчерпанность эстетики авторства и стилистики концертного исполнительства. В некоторых сочинениях 1970-х годов («Листок из альбома» для скрипки, фортепиано, камерного ансамбля и рок-группы, рок-опера «Серафические видения Франциска Ассизского», цикл «Гимны» для солиста и рок-группы) Мартынов интегрирует формы академической и неакадемической музыки; в новейшее время эти опыты были развиты в совместных проектах с Леонидом Фёдоровым.
Минимализм и другие опыты упрощения музыкального языка подготовили почву для интеграции легкой и академической музыки, которые были разъединены с развитием модернизма. В 1970-е годы авангардные рок-и поп-музыканты (например Suicide и Throbbing Gristle) заинтересовались электронным инструментарием, использованием ритмов восточной музыки и нетрадиционных инструментов, монотонными (Drone) или повторяющимися музыкальными фразами, стилистически подобными минимализму (например музыка группы The Velvet Underground, Tangerine Dream, Kraftwerk, и, позднее, Stereolab). С другой стороны, поздний минимализм — постминимализм — во многих своих проявлениях серьёзно сближается с неакадемической музыкой. Распространение минимализма в современной музыке породило подобные течения в электронной музыке, например минимал-хауса и минимал-техно.
Ещё один элемент сближения лёгкой и академической музыки — метод звуковых петель («вырезать-вставить») поздних работ Штокхаузена (который использовал элементы как «высокого» так и «низкого» искусства). Метод был очень актуален для рок-музыкантов 1970-х — 1990-х годов, например для группы The Residents, позже нашёл применение в техно- и хаус-музыке, а близкий ему по смыслу скретч (ручное продёргивание звуковой дорожки) — в хип-хопе.

### Джаз
Постмодернистский джаз также повлиял на современную поп- и рок-музыку. Можно выделить два фактора развития — это инновации Чарли Паркера в средний послевоенный период и творчество Арнольда Шёнберга; правда, не столько его додекафония, сколько досерийный атональный стиль, в котором все формы тональной организации были отвергнуты. Слияние этих двух традиций стало фактором развития фри-джаза в 1950-е, в частности в творчестве Орнетта Коулмана, который вдохновил новое поколение музыкантов 1960-х и 1970-х, среди которых такие фигуры, как Джон Колтрейн, Альберт Эйлер и Sun Ra. Фри-джаз оказал значительное влияние на многих рок-музыкантов: среди них The Stooges и Lou Reed. В свою очередь, эти исполнители повлияли на поколение панк-музыкантов 1970-х и 1980-х годов (например, The Lounge Lizards и The Pop Group).
Одним из ярчайших примеров джазового постмодернистского музыканта является саксофонист Джон Зорн. Начиная от пьес Godard и Spillane и продолжая проектом Naked City, музыка Зорна известна радикальными стилистическими прыжками. Его творчество критики не могут вписать ни в одно музыкальное направление, а сам Зорн говорил, что понятие современных стилей является скорее коммерческим.